# 宝生英照
宝生 英照（ほうしょう ふさてる、1958年2月9日 - 2010年4月17日）とは、シテ方宝生流能楽師。シテ方宝生流十九世宗家。

## 来歴
十八世宗家宝生英雄の長男。
1995年に宗家を継承。重要無形文化財総合認定保持者。東京芸術大学邦楽科講師・日本能楽会常務理事・宝生会会長などを歴任した。2008年、病気療養のため長男の二十世宗家・宝生和英に継承。
2010年4月17日、心不全にて逝去。52歳没。

## 脚註
1. ↑  日本経済新聞 2010年4月18日 朝刊
2. ↑  訃報：宝生英照氏 産経新聞 2010年4月17日閲覧